# Körmendi Petra
Körmendi Petra (1994. január 29. –) Európa-bajnoki bronzérmes wakeboardos.

## Eredményei

### 2007
- Wakeboard Országos Bajnokság - Sun City Szeged: 4. helyezett (Open Ladies)
- Wakeboard Magyar Kupa I. Futam - Dunaharaszti: 2. helyezett (Junior)

### 2008
- A 2008-as szezon női utánpótlás versenyzője (MVWSZ kitüntetés)
- Wakeboard Országos Bajnokság - Vonyarcvashegy: 3. helyezett (Open Ladies)
- Wakeboard Magyar Kupa III. Futam - Bamboo Island Siófok: 2. helyezett (Open Ladies)
- Wakeboard Magyar Kupa II. Futam - Sun City Szeged: 3. helyezett (Open Ladies)

### 2009
- Wakeboard Magyar Kupa Összesítés: 2. helyezett (Open Ladies, Junior Ladies)
- Wakeboard Magyar Kupa Finálé - Vonyarcvashegy: 2. helyezett (Open Ladies)
- 11. Kábelpályás Wakeboard Európa-bajnokság - Ukkohalla Finnország - 3. helyezett (Girls)
- Wakeboard Magyar Bajnokság - OMSZK Wake Centrum - Magyar bajnok (Junior Ladies)
- Wakeboard Magyar Kupa III. Futam - Bamboo Island Siófok: 2. helyezett (Open Ladies)
- Wakeboard Magyar Kupa II. Futam - Vízisícentrum Levelek: 2. helyezett (Open Ladies)
- Wakeboard Magyar Kupa I. Futam - Sun City Szeged: 1. helyezett (Open Ladies)

### 2010
- A 2010-es szezon női utánpótlás versenyzője (MVWSZ kitüntetés)
- Austrian Wakeboard Nationals - Jetlake: 2. helyezett (Open Ladies)
- tele.ring Austria Cup: összesített 1. helyezett (Open Ladies)
- Wakeboard Magyar Bajnokság - Sun City Szeged: MAGYAR BAJNOK (Junior Ladies)
- tele.ring Wakeboard Cup 2010 - AWC Vienna: 1 helyezett (Open Ladies)
- tele.ring Wakeboard Cup 2010 - Wakepark Planksee Open: 1 helyezett (Open Ladies)

### 2011
- DC Magyar Wakeboard és Wakeskate Kupa 1. stop - Westside Cablepark, Győr-Ikrény: 2. helyezett (Open Ladies)
- DC Magyar Wakeboard és Wakeskate Kupa 2. stop - OMSZK Wake Centrum: 2. helyezett (Open Ladies)
- Rixen 50th Anniversary Wakeboard Contest - Aschheim, Németország: 1 helyezett (Junior Ladies)
- DC Magyar Wakeboard és Wakeskate Kupa 3. hajós stop - EFOTT Szolnok: 1. helyezett (Open Ladies)
- DC Magyar Wakeboard és Wakeskate Kupa összesítés: 2. helyezett (Open Ladies)
- Wakeboard Világranglista 2. helyezett (Junior Ladies)